# Walther Bierkamp
Walther Bierkamp, né le 17 décembre 1901 à Hambourg, mort le 15 mai 1945 à Scharbeutz (suicide), est un haut-responsable allemand de la Schutzstaffel (SS) du Troisième Reich.
Bierkamp fut Brigadeführer de la SS, Generalmajor de la Police, Oberregierungsrat, chef de la Police criminelle de Hambourg, Inspecteur de la Sicherheitspolizei (service de sécurité), et du Sicherheitsdienst (service de renseignement) de Düsseldorf, dirigeant de la Einsatzgruppen D (troupe SS) en URSS, Befehlshaber (commandant) de la Sicherheitspolizei et du SD en « Belgique-France Nord », dans le Gouvernement général, puis pour le « Sud-Ouest », et en 1945 Höherer der SS und Polizeiführer « Sud-Est » (basé à Wrocław).